# Сибињ (Румунија)
Сибињ (рум. Sibiu — Сибију, мађ. Nagyszeben), град је у Румунији и главни град истоимене жупаније Сибињ у Трансилванији. Сибињ има површину 121,65 km² и 134.309 становника.
Сибињ је једно од културних средишта Румуније, где су се вековима мешали утицаји Немаца (Саса), Румуна и Мађара. Због вредне културне заоставштине град је био Европска престоница културе 2007. године.

## Географија
Сибињ је смештен у средишњој Румунији и удаљен је од главног града државе, Букурешта, 265 km северозападно. Припада историјској покрајини Трансилванији.
Рељеф: Сибињ се налази у јужној Трансилванији. Град је положен у бреговитом подручју, познатом као Трнавски плато, на приближно 430 m надморске висине. Изнад града се непосредно јужно издижу јужни Карпати (тачније, Фагарашко горје). Зимско туристичко одредиште Палтиниш на Карпатима потпада под град.
Клима: У Сибињу влада континентална клима.
Воде: Сибињ се налази на малој реци Цибин, притоци велике румунске реке Олт.

## Историја
Иако је подручје Сибиња историјско значајно од средњег века, оно је било насељено још у време праисторије, а у доба Старог Рима било је укључено у његову провинцију Дакију.
Током већег дела историје насеље је било везано за немачку (саску) заједницу. Први Немачки досељеници из Саксоније су овде стигли 1143. Насеље из 1191. се помиње под именом praepositum Cibiniensem када је папа Целестин III потврдио постојање слободног представништва Немаца у Трансилванији. Помиње се под именом Hermannsdorf још 1321, док у документу из 1366. први пут као Херманштат. Крајем 15. века образује се Universitas Saxorum, као главно управно тело свих Саса. Монголи су уништили град 1241. За одбрану од Турака изграђени су троструки бедеми, десетине кула и више великих капија. Турци никада нису успели да заузму Сибињ. Крајем 16. века румунски кнез Михајло Храбри заузима град и тиме постиже прво уједињење Трансилваније са Влашком и Молдавијом 1600. После победе над османским царством у 17. веку, Сибињ постаје главни град кнежевине Трансилваније. Само је мађарски трансилвански војвода Габријел Батори успео да 1610. заузме и опљачка Сибињ.
Херманштат је био политички центар Трансилваније све до краја 19. века. У њему се састајао Универзитас Саксонум (Universitas Saxonum), нека врста скупштине дате покрајине. Крајем века се средиште помера у данашњи Клуж, који је као претежно мађарски град имао већи значај за тадашњу Угарску.
Године 1918. град постаје део савремене Румуније. Румунско становништво, одувек присутно у граду (Сибињска епископија), а веома бројно у околини, добија на значају. После Другог светског рата почиње масовно исељавање Немаца у матицу из економских разлога. Данас су Немци малобројни, али веома утицајни у граду, па је Сибињ стога један од најразвијенијих градова у Румунији.

## Срби у Сибињу
По многим српским епским песмама, из Сибиња је војвода Јанко Сибињанин - "Јанкул". Био је то Јован - Јанко - Јанош Хуњади мађарски племић и владар. Мада је и ту сматран за Мађара, он се често са Србима помиње: као кум Марка Краљевића, те ујак Бановић Страхиње, сват Стојана Поповића, сват Страхињића Бана итд Спевана је и епска народна песма "Женидба Сибињанин Јанка са вилом", у којој он учествује у боју на Косову и жени се "вилом". Сестра му је каже се Јања, а сестрић "нејаки" Секула.
По мађарском историчару Јаношу Карачоњију, отац Јанков био је Србин - Војко (Вук), а деда његов звани Срб(Србин) је добио као посед град Сибињ, између 1364-1399. године. Јанко је васпитаван као католик, јер по наредби краља Лауша I - ни један влашки кнез не може добити племство нити посед на поклон, ако није био те вероисповести.
Деспот Ђурађ Бранковић је у првој половини 15. века заједно са Сибињанин Јанком ратовао против Турака. Турци су били уз војводу Дракулу, који се борио против војводе Дејана из Сибиња. Турски султан Мурат послао је Иса-пашу да опустоши земље око Београда, али су Ђурађ и Јанко не само поразили турску војску и убили пашу код Смедерева, већ су ушли у окупиране бугарске земље и освојили град Сердику (Софију).
Претендент за угарски престо после 1526. године је поред аустријског цара Фердинанда, био Јован Запоља војвода од Сибиња (Ердеља). Уз Запољу су стали многи угарски (избегли) Срби као војници, ратујући у борби за власт. Последњи српски вођа Јован "Црни" умире 1526. године, а Фердинанд је надвладао Запољу, који се ослонио и на Турке.
У време банатског устанка против Турака 1594. године српске вође: бан Сава, војвода Велимировић и владика Теодор Тивадаровић позвали су ердељског кнеза Жигмунда Баторија у помоћ. Кнез се није могао војно одазвати, али је после пропасти устанка, примио избегле Србе из Баната. Део их се населио у Јенопоље, где је од 15. века било много Срба, а други су продужили даље у Ердељ. у Ердељу се се масовно населили у Сибињу, Београду (Алба Јулији), Понграду, Рајсдерфелу, Сас Пиану, Великом и Малом Чергоду, Орестији и другим мањим местима. Ту је за време владике Теодора основана српске православна епископија тзв. Београдска у Сибињу. Године 1537. после смрти румунског ердељског владике, и та епархија је потпала под ингеренцију српског. Српска епископија је дигнута у архиепископију, а нова српска је оформљена у ердељској Бистрици. Срби су били доминантни у Ердељу као православни епископи до 1700. године,када је Румуне архијереј Фанариот Атанасије Грк превео у унију. Године 1735. митрополит српски Вићентије дао да се читају у Сибињу и другим ердељским градовима привилегије (свуда где је било Срба) које је добила српска православна црква. Желео је да изневерени православни народ румунски, и српски преко српске ингеренције, поврати у православље. Крушедолски епископ Никанор је послат 1735. године да помогне православцима румунским у Брашову. Владика Никанор Мелентијевић морао је после извесног исте године наредби власти, да напусти Брашов (центар румунског православља) и пређе у Сибињ. Одатле је упутио једну Посланицу верницима, у одбрану православља. У Сибињу су столовали српски православни епископи: Софроније Кириловић (1770-1774), Гидеон Ничитић (1784-1788), Герасим Адамовић (1789-1796).
Крајем 17. века деспота Ђорђа Бранковић су аустријске власти држале извесно време заточеног у Сибињу. Затворен је само из државних интереса Аустрије. Хтели су да га одвоје од српског народа, с обзиром да је претендовао да им буде вођа. Потписивао се са "Гроф Ђорђе Бранковић изабрани деспот Илирије и расцијанске Мисије". Планирао је да скупи велику народну војску, којом би протерао Турке из српских историјских предела. Пребачен је затим 1690. године, ради веће државне сигурности прво у Беч, па у Јегру, где је и умро после дугог тамничења (од 22 године) - 1711. године
Према државном шематизму православног клира Угарске 1846. године у граду Сибињу је било 407 православних породица, уз још придодатих 57 из филијале Непендорф. Православни пароси су тада били поп Јован Пановић и поп Петар Подила, којима је помагао капелан поп Георгије Бобеш.
У месту Рашинари (Сибињ), поред Сибиња, које се сматра за једно од средишта румунског препорода, било је у 18. и 19. веку доста Срба. Три генерације српских свештеника Поповића, је ту живело и службу вршило стотину година. Стари поп Данил је поживео 105 година, и бавио се писањем. Али учени поп Сава Поповић (1814—1879) парох-капелан и учитељ се "порумунио". Постао је професор румунско-немачки у главној румунској основној школи у месту. Није му била препрека то што је знао да је Србин, да би деловањем постао познат као велики идеолог румунске нације. Писао је књиге којима је доказивао римске корене у Румуна, као и уџбенике за школе. Касније је постао саветник и пратилац Андреја Шагуне, порумуњеног Цинцарина, првог румунског митрополита, након канонског одвајања православних Румуна од Срба 1864. године Из тог места потиче и јеромонах Јоаникије Сербу (Србин) калуђер манастира Партоша 1775. године. Он је био рођен 1722. године, затим је 1746. године запопљен и био парох у Ђилвезу код Темишвара. Калуђер је постао 1773. године, и за њега је записано да говори влашки (румунски) и "нешто српски". Очигледно је био тај Србин - повлашен, још у младим данима.
Епископ Арадски Прокопије Ивачковић Србин, био је после смрти Андреје Шагуне - нови митрополит румунски са седиштем у Сибињу 1873-1874. године. Румуни га нису волели јер им је почео уводити наводно "српске обичаје". Вратио се међу Србе 1874. године када је изабран за патријарха српског у Сремским Карловцима. Један читалац из места је 1875. године био претплатник српског часописа "Отаџбина" који је излазио у Београду.

## Становништво
| 1948.  | 1956.  | 1966.   | 1977.   | 1992.   | 2002.   | 2011.   | 2021.   |
| ------ | ------ | ------- | ------- | ------- | ------- | ------- | ------- |
| 60.602 | 90.475 | 109.515 | 151.137 | 169.656 | 154.892 | 147.245 | 134.309 |

Сибињ је све до 20. века био претежно немачко (саско) насеље. Тако је град 1910. имао 26.000 становника од којих 15.000 Саса, док је 1925. године бројио 44.000 становника од којих 23.000 Саксонаца.
Сибињ је по броју становника 15. највећи град у Румунији. Према последњем попису из 2021. године, у Сибињу је живело 134.309 становника што је мање за 12.936 (-8,79%) у односу на претходни попис на ком је било 147.245 становника. Од пописа из 2002. године, бележи се континуирани пад броја становника.
Према попису из 2021. године, већину становништва Сибиња чине Румуни. Од етничких мањина највише има Мађара, Немаца и Рома.
| Етнички састав према попису из 2021.‍ | Етнички састав према попису из 2021.‍ | Етнички састав према попису из 2021.‍ | Етнички састав према попису из 2021.‍ | Етнички састав према попису из 2021.‍ |
| ------------------------------------ | ------------------------------------ | ------------------------------------ | ------------------------------------ | ------------------------------------ |
|                                      |                                      |                                      |                                      |                                      |
| Румуни                               | Румуни                               |                                      | 108.858                              | 81,05%                               |
| Мађари                               | Мађари                               |                                      | 1.206                                | 0,90%                                |
| Немци                                | Немци                                |                                      | 968                                  | 0,72%                                |
| Роми                                 | Роми                                 |                                      | 282                                  | 0,21%                                |
| Италијани                            | Италијани                            |                                      | 31                                   | 0,02%                                |
| Липовани                             | Липовани                             |                                      | 23                                   | 0,02%                                |
| Турци                                | Турци                                |                                      | 23                                   | 0,02%                                |
| Украјинци                            | Украјинци                            |                                      | 21                                   | 0,02%                                |
| Срби                                 | Срби                                 |                                      | 12                                   | 0,01%                                |
| Јевреји                              | Јевреји                              |                                      | 11                                   | 0,01%                                |
| Грци                                 | Грци                                 |                                      | 9                                    | 0,01%                                |
| Остали                               | Остали                               |                                      | 142                                  | 0,11%                                |
| Непознато                            | Непознато                            |                                      | 22.723                               | 16,92%                               |

Становништво је махом православне вероисповести.

## Култура
Сибињ данас представља културни центар немачке националне мањине. Град је проглашен европским центром културе 2007. године. под управом Клаус Вернер Иоханиса који је и председник демократског форума немачке мањине у Румунији.
У Сибињу се налази прва болница у Румунији (1292), прва апотека (1494) и најстарији музеј (Брукентхал музеј), отворен 1817.

## Знаменитости
Град је сачувао велики број историјских грађевина међу којима су:
- Музеј Брукентхал или Брукентхалска палата која је изграђена 1778—1785 од стране бечког архитекте у барокном стилу. Иако је музеј званично отворен у 1817. години. музеј је поздравио своје прве посетиоце 27 година раније (1790), три године пре отварања Лувра.[27]
- Позната „кула степеница“, једна од најстаријих зграда у Сибињу, подигнута на темељима најстаријих остатка из првог утврђења око цркве на крају 12. века. Данашња кула датира из 1542.[28]
- Кућа уметности која је једна од најлепших грађевина и симбол града. Конструисана је у 15. веку и данас представља музеј Емил Сигерус.[28]
- Саветна кула у Сибињу

## Градови побратими
Сибињ је побратимљен са следећим градовима:
- Бауру, Бразил
- Валенсија, Венецуела
- Вирал, УК
- Девентер, Холандија
- Клагенфурт, Аустрија
- Колумбија, САД
- Ландсхут, Немачка
- Марбург, Немачка
- Мехелен, Белгија
- Рен, Француска
- Ториње-Фујар, Француска

## Галерија
- Панорама града
- Главни градски трг
- Евангелистичка црква
- Саборна црква Румунске Православне цркве
- Здање Брукентал
- Римокатоличка црква
- Нови део града
- Градски торањ
- Градска кућа Сибиња